# أقنثا سورية
الأقنثا السورية (باللاتينية: Acanthus syriacus) نوع نباتي يتبع جنس الأقنثا من الفصيلة الأقنتية.

## الموئل والانتشار
موطنه بلاد الشام وتركيا.